# Sachsendorf (Wurzen)
Sachsendorf ist ein Ortsteil der Stadt Wurzen im Landkreis Leipzig in Sachsen.

## Geografie
Sachsendorf befindet sich am südöstlichen Rand von Wurzen direkt an den Stadtgrenzen zu Grimma und Wermsdorf. Nordwestlich direkt an Sachsendorf angrenzend sind die Ortsteile Wäldgen und Streuben.
Durch den Ort fließt der Mühlbach. Rund um Sachsendorf befinden sich mehrere Teiche.

## Geschichte

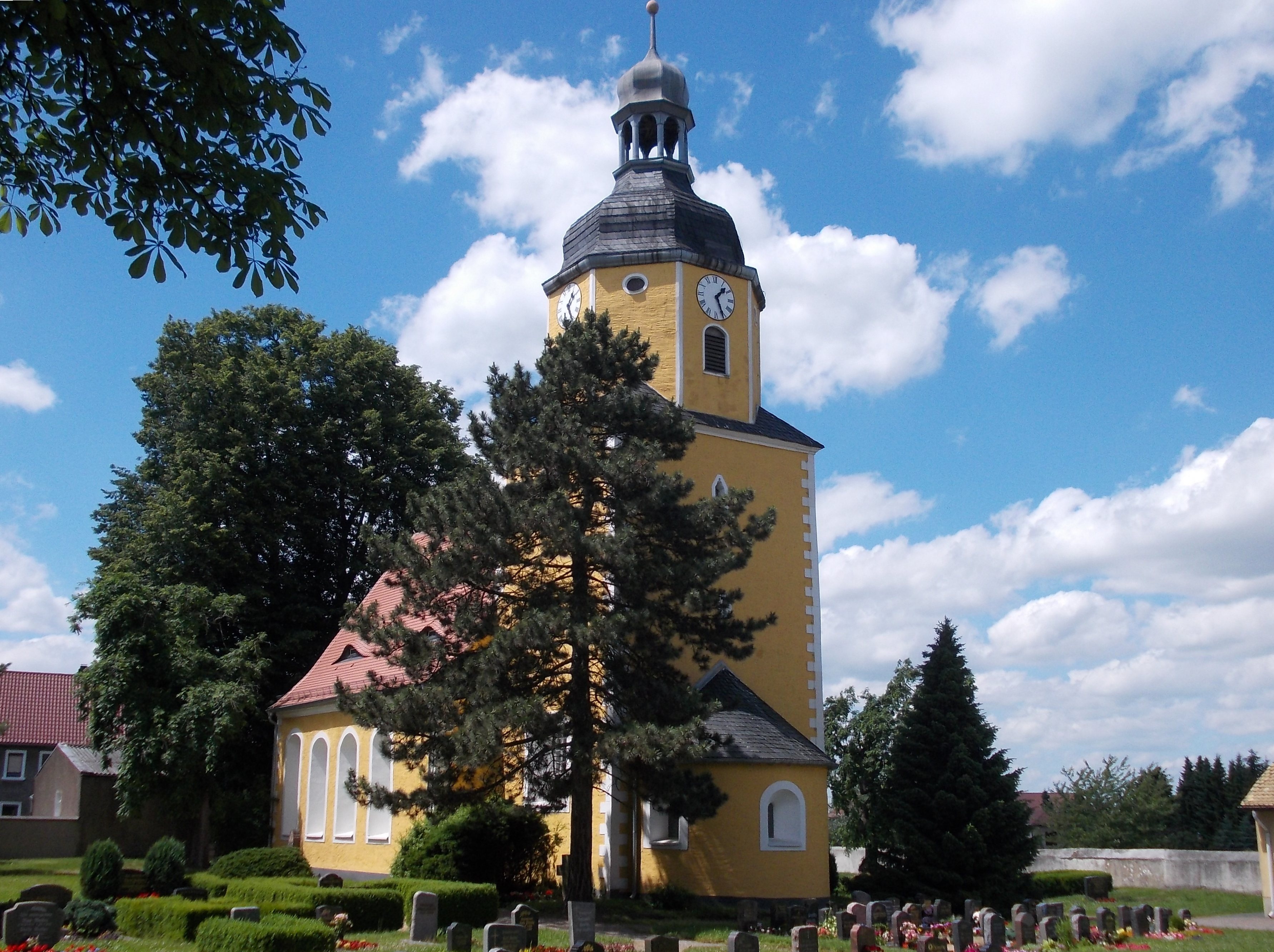
Dorfkirche von Sachsendorf

Das Dorf wurde 1284 erstmals in einer Grenzurkunde urkundlich erwähnt. Das nahegelegene Nennewitz geht auf die Zeit bis 1350 v. Chr. zurück. Der Ort wurde nach Kühren-Burkartshain eingemeindet und kam mit diesem wiederum am 1. Oktober 2006 zur Stadt Wurzen.
Das Rittergut Sachsendorf bestand aus einem 1790 erbauten Schloss, einem Inspektorhaus und einer Villa. Das Schloss wurde 1946 abgerissen, die weiteren Gebäude stehen bis heute. Die erste Erwähnung des Rittergutes geht bereits auf das Jahr 1548 zurück, damals im Besitz des Adelsgeschlechtes von Canitz. Im 16. Jahrhundert ging der Besitz an die in der Region bekannten von Minckwitzs über.
Die Evangelisch-lutherische Kirche Sachsendorf stammt aus dem 12./13. Jahrhundert. Nach einem Brand im Jahr 1693 wurde sie 1698 wieder aufgebaut und im Barockstil mit Patronatsloge der Sachsendorfer Rittergutsherrschaften eingeweiht. Um 1900 erfolgte eine Umgestaltung im Jugendstil.